# 48458 Merian
48458 Merian è un asteroide della fascia principale. Scoperto nel 1991, presenta un'orbita caratterizzata da un semiasse maggiore pari a 3,1218431 UA e da un'eccentricità di 0,1364516, inclinata di 11,77152° rispetto all'eclittica.